# Dorfkirche Langenschade

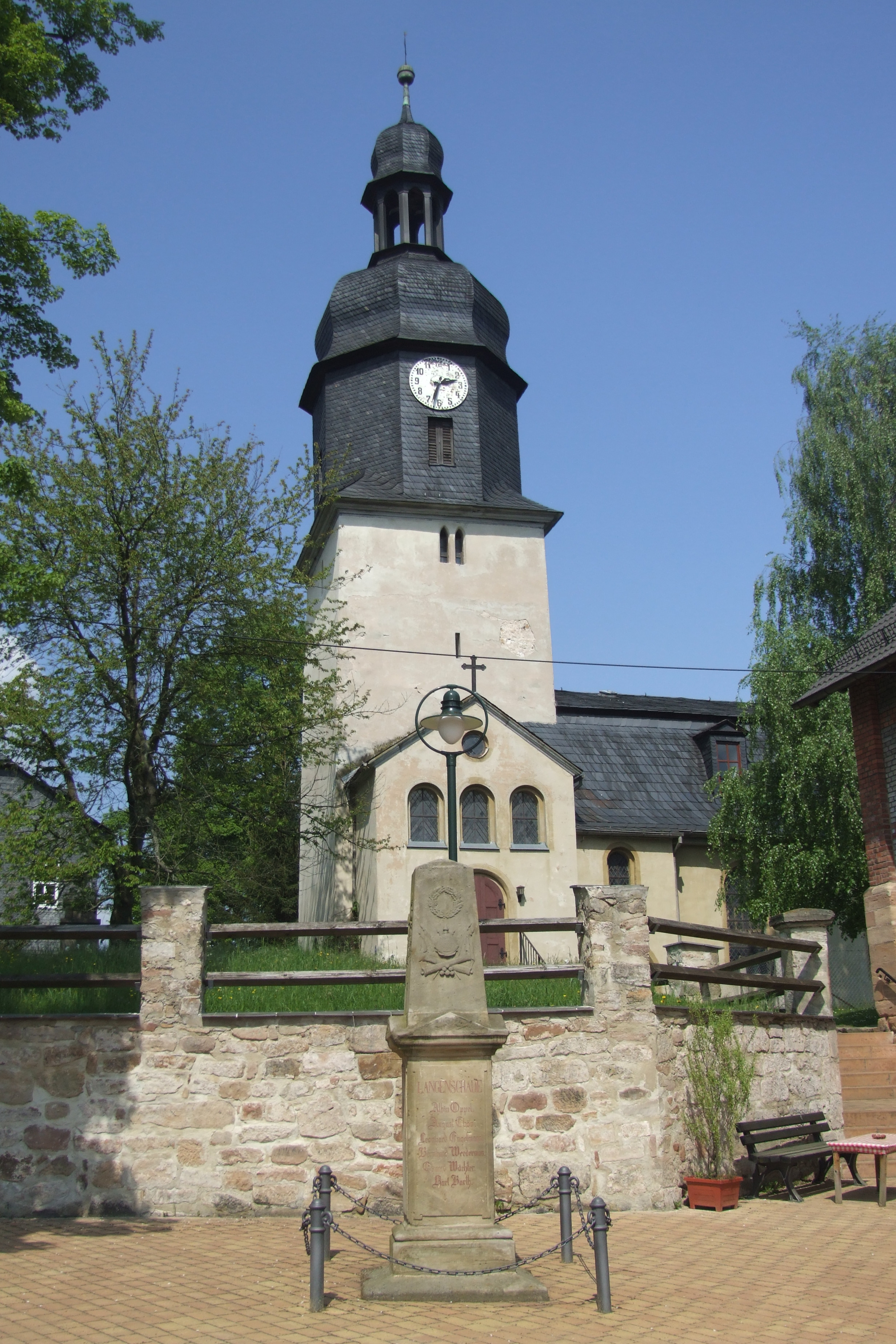
Dorfkirche Langenschade

Die evangelisch-lutherische, denkmalgeschützte Dorfkirche Langenschade steht in Langenschade, einem Ortsteil der Gemeinde Unterwellenborn im thüringischen Landkreis Saalfeld-Rudolstadt. Die Kirchengemeinde Langenschade gehört zur Pfarrei Kirchhasel im Kirchenkreis Rudolstadt-Saalfeld der Evangelischen Kirche in Mitteldeutschland.

## Geschichte
Die Kirche wurde vor dem Jahr 1057 von Königin Richeza, der Besitzerin des Orlagaus, gestiftet. Es wurde aber erstmals 1071 eine Kirche genannt.
Die westlichen Unterteile des Turms gehen auf 13. Jahrhundert zurück. Die heutige Kirche wurde 1480 gebaut, allerdings 1750 wiederum umgebaut. 1817 sowie 1874 wurde sie renoviert.

## Beschreibung
Die rechteckige, verputzte Saalkirche hat den quadratischen Kirchturm im Westen. An der südlichen Turmwand befindet sich ein Anbau für das Foyer, das durch ein Portal betreten wird. Das Langhaus ist mit einem abgewalmten Satteldach bedeckt. Der Turm hat einen schiefergedeckten achtseitigen Aufsatz, der eine Haube trägt, die von einer offenen Laterne gekrönt ist. Der Innenraum hat umlaufende, zweigeschossige Emporen mit marmoriert gefasster Brüstung in Ocker- und Blautönen. Er ist mit einem hölzernen Tonnengewölbe überspannt. Der Kanzelaltar von 1731 ist mit Schnitzwerk verziert. Seitlich des Altares stehen lebensgroße geschnitzte Statuen des Johannes des Täufers sowie Moses als Karyatiden für die Kanzel. Darüber auf der Empore befindet sich die Orgel. Sie hat 16 Register, verteilt auf 2 Manuale und Pedal, und wurde 1886 von Carl Lösche gebaut. Zur Kirchenausstattung gehört auch ein Taufengel aus der 1. Hälfte des 18. Jahrhunderts.
Die Reste eines Reliefs von einem spätgotischen Altar mit Verkündigung und Anbetung der Könige sind z. Z. ausgelagert.